# Pătlăgeanca
Pătlăgeanca – wieś w Rumunii, w okręgu Tulcza, w gminie Ceatalchioi. W 2011 roku liczyła 156 mieszkańców.